# Psammoecus hirsutus
Psammoecus hirsutus là một loài bọ cánh cứng trong họ Silvanidae. Loài này được Olliff miêu tả khoa học năm 1883.